# Elaeocarpus sikkimensis
Elaeocarpus sikkimensis är en tvåhjärtbladig växtart som beskrevs av Maxwell Tylden Masters. Elaeocarpus sikkimensis ingår i släktet Elaeocarpus och familjen Elaeocarpaceae. Inga underarter finns listade i Catalogue of Life.